# Amstrad PC1512
El PC1512, va ser creat el 1986, sent el primer PC creat per Amstrad i un dels primers de venda al públic. Va ser succeït pel Amstrad PC1640.

## Descripció
L' Amstrad PC1512  va ser un ordinador personal Amstrad compatible amb el sistema IBM. Comptava amb un monitor de resolució CGA i una interfície gràfica capaç de gestionar 16 colors, però només podia mostrar-ne 4 simultàniament. La venda d'aquest model va esgotar les existències.
Va sortir al mercat amb un preu de 225.000 pessetes (£ 499 al Regne Unit), el que el convertia en un dels primers PC barats a tot Europa; aquest factor va ajudar considerablement al llançament del PC1512, de manera que va aconseguir una fàcil expansió en el mercat europeu d'ordinadors, sent dirigit tant a simples consumidors com a grans empreses. La influència del PC1512 era tal, que la revista especialitzada  UK PC Plus  originalment el va captar com a soci, ja que en aquesta època posseir un altre tipus de PC no era gens freqüent.
Una peculiaritat d'aquests primers PC compatibles era que incloïen una targeta gràfica pròpia de Amstrad, la resolució era 640x200 amb 16 colors, i que era suportada per alguns jocs de l'època com  Lemmings  i per algunes aplicacions gràfiques com  Deluxe Paint II .
En segons quins llocs del món el PC1512 va ser venut amb altres noms. Per exemple a Alemanya es comercialitzava amb el nom  Schneider  que era el nom sota el qual Amstrad comercialitzava els seus productes allà. Amstrad també va fer un intent d'expansió cap als Estats Units; allà el PC1512 era conegut com a PC5120 i l'Amstrad PC1640 es va publicitar com  PC6400 . També va ser venut com  Sinclair PC500 .

## Arquitectura
El PC1512 estava equipat amb una memòria RAM de 512K, tot i que podia ser ampliada fins a una capacitat de 640K amb l'ajuda d'un pack d'extensió. La sortida de vídeo era compatible amb la norma CGA, però comptava amb una extensió que donava la possibilitat d'usar 16 colors d'una manera gràfica a resolució 640x200. La CPU tant del PC1512 com del posterior PC1640 era un Intel 8086 de 8 MHz, el qual era suficient per jugar a jocs com ara Tetris, Maniac Mansion o Prince of Pèrsia. Al contrari que els PC posteriors, la UCP separada del monitor i el teclat, de manera que l'únic que es connectava al corrent era el monitor, el que feia que actualitzar aquest ordinador amb nou maquinari fos difícil.
Aquest ordinador venia acompanyat dels SO MS-DOS i Digital Research DOS Plus, sent aquest últim la versió avançada de l'anterior, ja que contenia aplicacions de CP/M, de manera que podia llegir els discos de tipus CP/M. Aquests també donaven llicència a GEM Windowing System.
La raó per la qual el sistema operatiu MS-DOS va ser llançat al costat d'aquest equip, va ser el baix preu pel qual Alan Sugar va ser capaç d'aconseguir-lo. Això és perquè Sugar no acostumava a pagar massa pel programari i per això va aconseguir una important rebaixa per part de Microsoft. D'altra banda DR-DOS era més barat i igualment capaç de fer les funcions del MS-DOS. Per tot això, Alan no veia cap raó per la qual llançar el seu producte únicament amb un sol sistema operatiu. A més, Microsoft volia assegurar-se que aquest ordinador fos llançat amb el seu MS-DOS (un ordinador barat aconseguiria grans vendes, ajudant així que MS-DOS aconseguís també majors marges) i això va forçar a Microsoft a vendre les llicències de MS-DOS a Amstrad per un baixíssim preu.
Els dispositius d'entrada que incloïa l'ordinador eren un ratolí Amstrad, el qual era incompatible amb la major part de ratolins comuns en aquesta època, i un teclat que incloïa un port per a joystick.
L'ordinador comptava amb un control de volum físic per l'altaveu intern, permetent que l'usuari pogués controlar el volum de la màquina, des de l'inici.

## Especificacions
- Disponible en versió d'una o dues unitats de 360 KB de 5 1/4.
- Disc dur opcional de 10 o 20 megabytes.[6]
- Còpies del programari subministrades amb un disquet i manual.
- Resolució CGA i una resolució addicional de 640 x 200 amb 16 colors.
- Monitors en color o monocrom. El monitor monocrom CGA funcionava amb una escala de grisos, el qual no era compatible amb la resta de pantalles Hercules.
- La placa base incloïa port sèrie RS232C i port paral·lel.
- Altaveu amb control de volum (altaveu de PC, sense targeta de so).
- Rellotge de temps real amb bateria autònoma i configuració de memòria RAM.
- Socket 8087 per coprocessador matemàtic.
- Connector per llapis òptic.
- Teclat QWERTY de mida completa.
- Port per joystick en el mateix teclat (el mateix que incloïen els ordinadors Commodore Vic20/C64).
- Ratolí de dos botons.
- Compatible amb Microsoft Mouse.
- Tres ranures d'expansió ISA.

## Accessoris
Amstrad va posar a disposició del públic la impressora Amstrad DMP3000, la qual era una impressora de línies de 80 caràcters, amb compatibilitat tant amb IBM com amb Epson. A més, podia gestionar paper A4, però també paper continu plegat. Es connectava a l'ordinador amb el port paral·lel.
Amstrad també va llençar el mòdem SM2400, la velocitat del qual arribava a 2400 bauds. Aquest mòdem era vàlid per als models PC1512 i PC1640.